# 1972 في البرتغال
فيما يلي قوائم الأحداث التي وقعت خلال عام 1972 في البرتغال.

## رياضة
- 10 يونيو – الدوري البرتغالي الممتاز 1972-73 الفائز نادي بنفيكا.

## مواليد

### يناير
- 1 يناير – أرتور خورخي لاعب كرة قدم.
- 1 يناير – خيسوس كاراسكو خاراميو كاتب إسباني.
- 1 يناير – كريستينا برانكو مغنية برتغالية.
- 1 يناير – ماركو مارتينز
- 1 يناير – ميجيل جوميز مخرج أفلام برتغالي.
- 7 يناير – ألفارو سانتوس بيريرا سياسي برتغالي.
- 14 يناير – روي بينتو

### فبراير
- 21 فبراير – كابوتشو لاعب كرة قدم برتغالي.

### مارس
- 18 مارس – فرناندو أغيار لاعب كرة قدم برتغالي.
- 20 مارس – بيدرو لامي
- 29 مارس – روي كوستا لاعب كرة قدم برتغالي.

### أبريل
- 29 أبريل – نونو باريتو متسابق يخت برتغالي.

### مايو
- 3 مايو – لويس سيلفا مبارز بالسيف برتغالي.
- 28 مايو – ميغيل كاردوسو

### يونيو
- 24 يونيو – باولو كابرال لاعب كرة قدم برتغالي.

### يوليو
- 7 يوليو – خورخي ريوس درّاج طريق برتغالي.
- 9 يوليو – ليونيل بونتس
- 24 يوليو – لويس ميغيل لاعب كرة قدم برتغالي.
- 29 يوليو – سيرجيو سوزا بينتو سياسي برتغالي.

### أغسطس
- 21 أغسطس – لويس كارلوس لاعب كرة قدم برتغالي.
- 25 أغسطس – كاتارينا فرتادو ممثلة برتغالية.
- 26 أغسطس – راؤول أوليفيرا لاعب كرة قدم برتغالي.

### أكتوبر
- 10 أكتوبر – ريكاردو سا بينتو لاعب كرة قدم.

### نوفمبر
- 1 نوفمبر – ريكاردو ريو سياسي برتغالي.
- 4 نوفمبر – لويس فيغو لاعب كرة قدم برتغالي.
- 12 نوفمبر – ريكاردو فرناندس لاعب تنس الريشة.

### ديسمبر
- 11 ديسمبر – باولو سانتوس لاعب كرة قدم برتغالي.
- 13 ديسمبر – أوقستو كاردوسو منافِس أوليمبي برتغالي.
- 15 ديسمبر – فوسكو لاعب كرة قدم برتغالي.

## وفيات

### نوفمبر
- 4 نوفمبر – فريديريكو باريديس (مواليد 1889) مسايف برتغالي.